# Einsatzführungsbereich 3

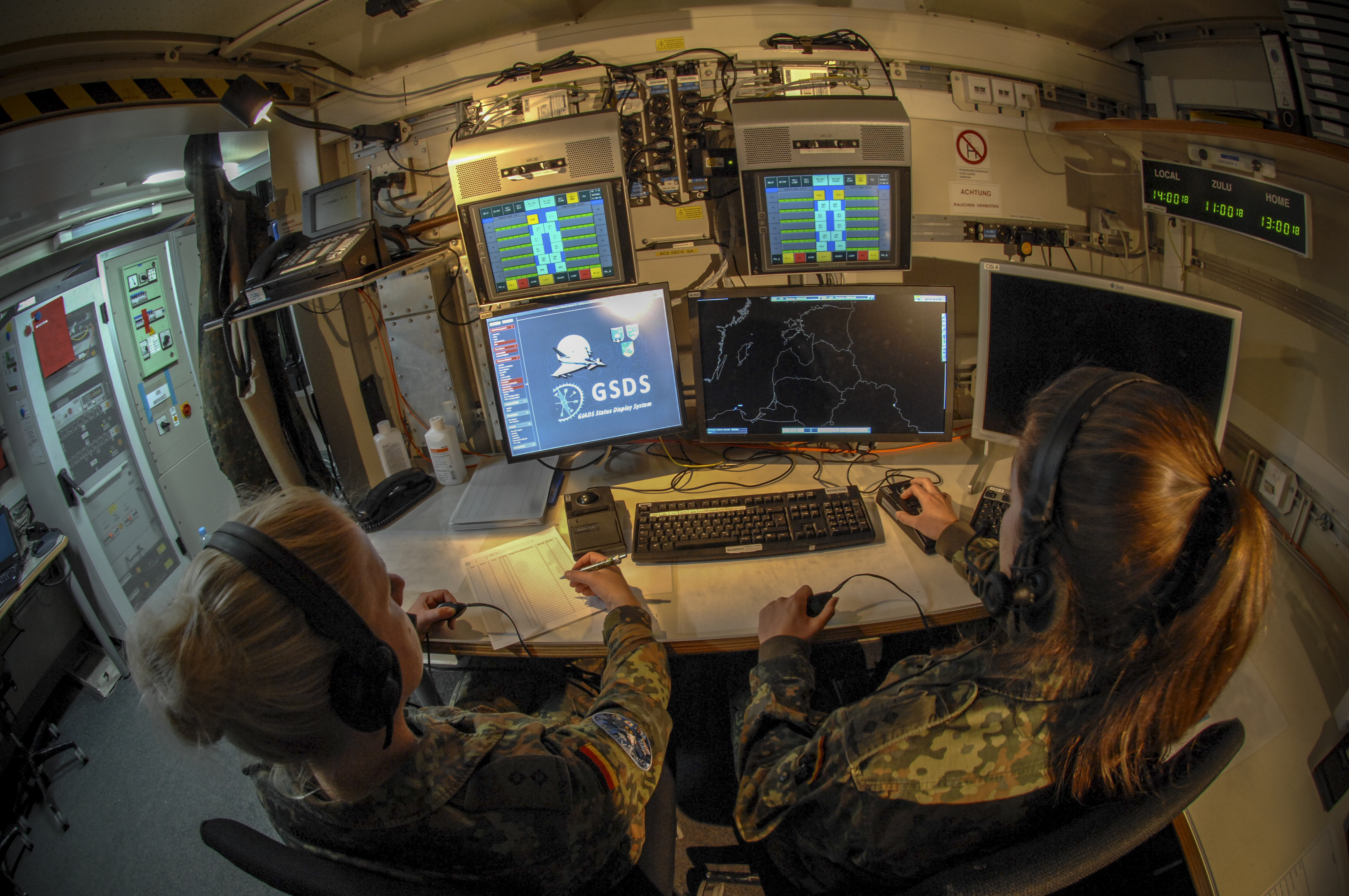
Die Soldatinnen überwachen das Luftlagebild. (Hier im Baltikum)

Der Einsatzführungsbereich 3 (kurz EinsFüBer 3) mit dem zugehörigen stationären Control and Reporting Centre (CRC) Sunrise und dem verlegefähigen Deployable Control and Reporting Centre (DCRC) „Redhawk“ ist ein Verband mit Regimentsstatus der deutschen Luftwaffe. Der Führungsstab des Verbands und das DCRC sind im Kasernenkomplex auf dem Fliegerhorst Holzdorf stationiert. Das stationäre CRC Sunrise mit der Bunkeranlage Harald hingegen liegt in der Gemarkung Schönewalde. Der Verband untersteht dem  Zentrum Luftoperationen.

## Auftrag
Der Auftrag ist die kontinuierliche Luftraumüberwachung im zugewiesenen Luftraum zur frühzeitigen Erkennung einer Bedrohung aus der Luft. Diesen Auftrag erfüllt der Einsatzführungsbereich 3 am Standort Schönewalde (Brandenburg) gemeinsam mit dem Einsatzführungsbereich 2 in Erndtebrück (Nordrhein-Westfalen). Mittels eines Netzwerkes von Radargeräten werden alle Flugbewegungen erfasst und zur Identifizierung in die Luftwaffenkampfführungsanlagen (Control and Reporting Centre) weitergeleitet. Bei Bedarf werden Waffensysteme, wie z. B. Kampfflugzeuge, taktisch und zielgerichtet geführt. Der Einsatzführungsbereich 3 gliedert sich in zwei Einsatzgruppen, in die Einsatzgruppe stationär und verlegefähig.

### Einsatzgruppe stationär
Mit der Einsatzgruppe stationär betreibt der Einsatzführungsbereich 3 in Schönewalde eine moderne Luftwaffenkampfführungsanlage. Damit leistet der Verband neben den nationalen Aufgaben auch seinen Beitrag zur integrierten NATO-Luftverteidigung in Europa. Um diesen Auftrag erfüllen zu können, sind dem Stab der Einsatzgruppe die Einsatzführungsstaffel 31 und die Einsatzunterstützungsstaffel 32 mit zwei Sensorzügen und insgesamt acht Abgesetzten Technischen Zügen unterstellt.

#### Luftraumüberwachung
Zum Sensorzug III in Cölpin gehören die Weitbereichsradarstationen in den Abgesetzten Technischen Zügen 351 Putgarten, 352 Cölpin, 353 Berlin-Tempelhof und 356 Radarstellung Kalkhorst und zum Sensorzug IV in Regen die Abgesetzten Technischen Züge 354 Döbern, 355 Gleina, 357 Döbraberg und 358 Großer Arber. Dabei wird das RRP 117 verwendet. Sie sind die Sensoren der Luftverteidigung und haben die Aufgabe, die von den Radargeräten erfassten Flugziele digital an das CRC Schönewalde weiterzuleiten und die Einsatzbereitschaft der jeweiligen Radargeräte, Fernmelde- und Funkanlagen im Dauerbetrieb sicherzustellen. Damit bilden sie die Grundlage zur lückenlosen Überwachung des zugewiesenen Luftraumes.

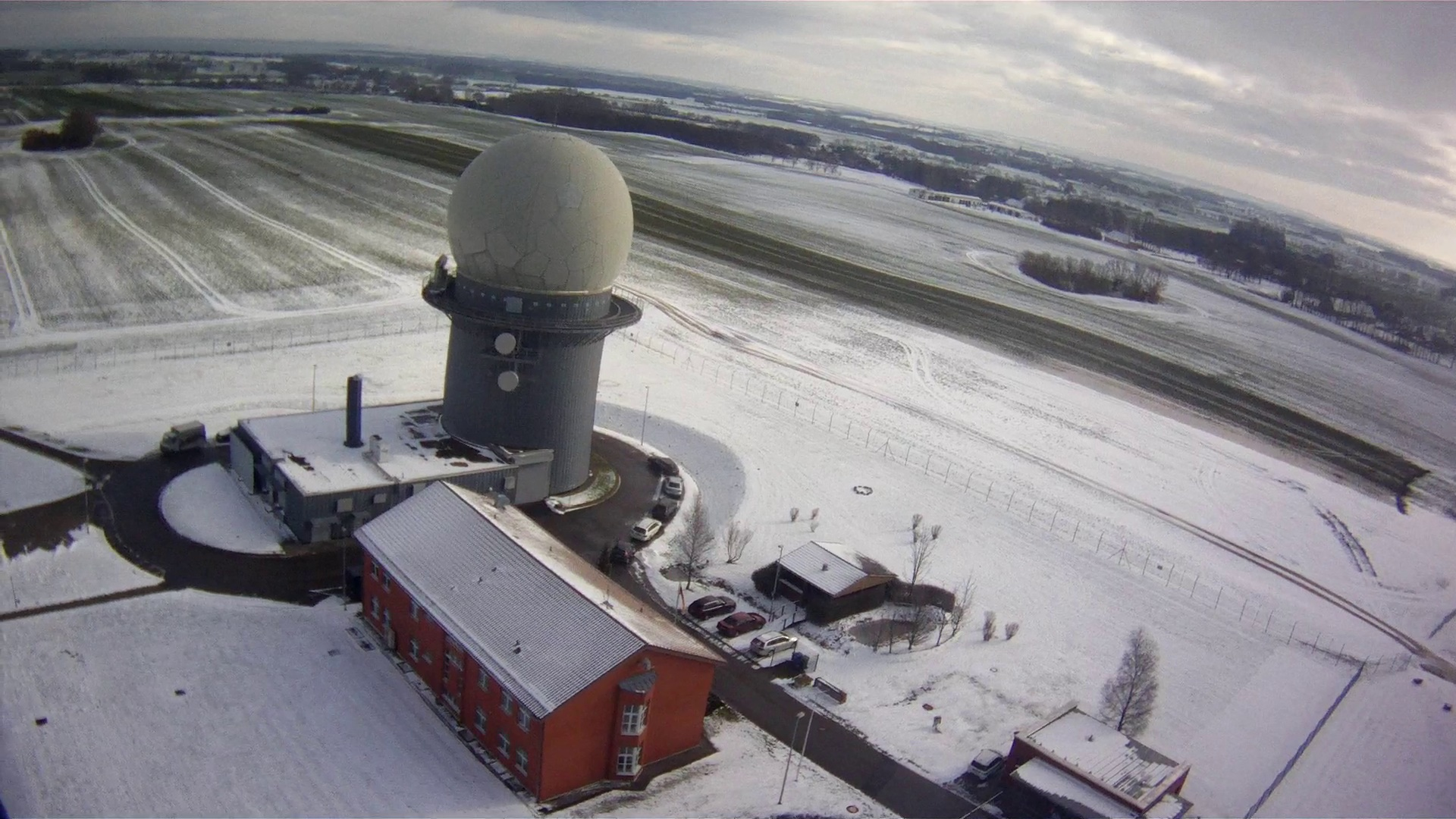
Kalkhorst-Elmenhorst – AbgTZug 356
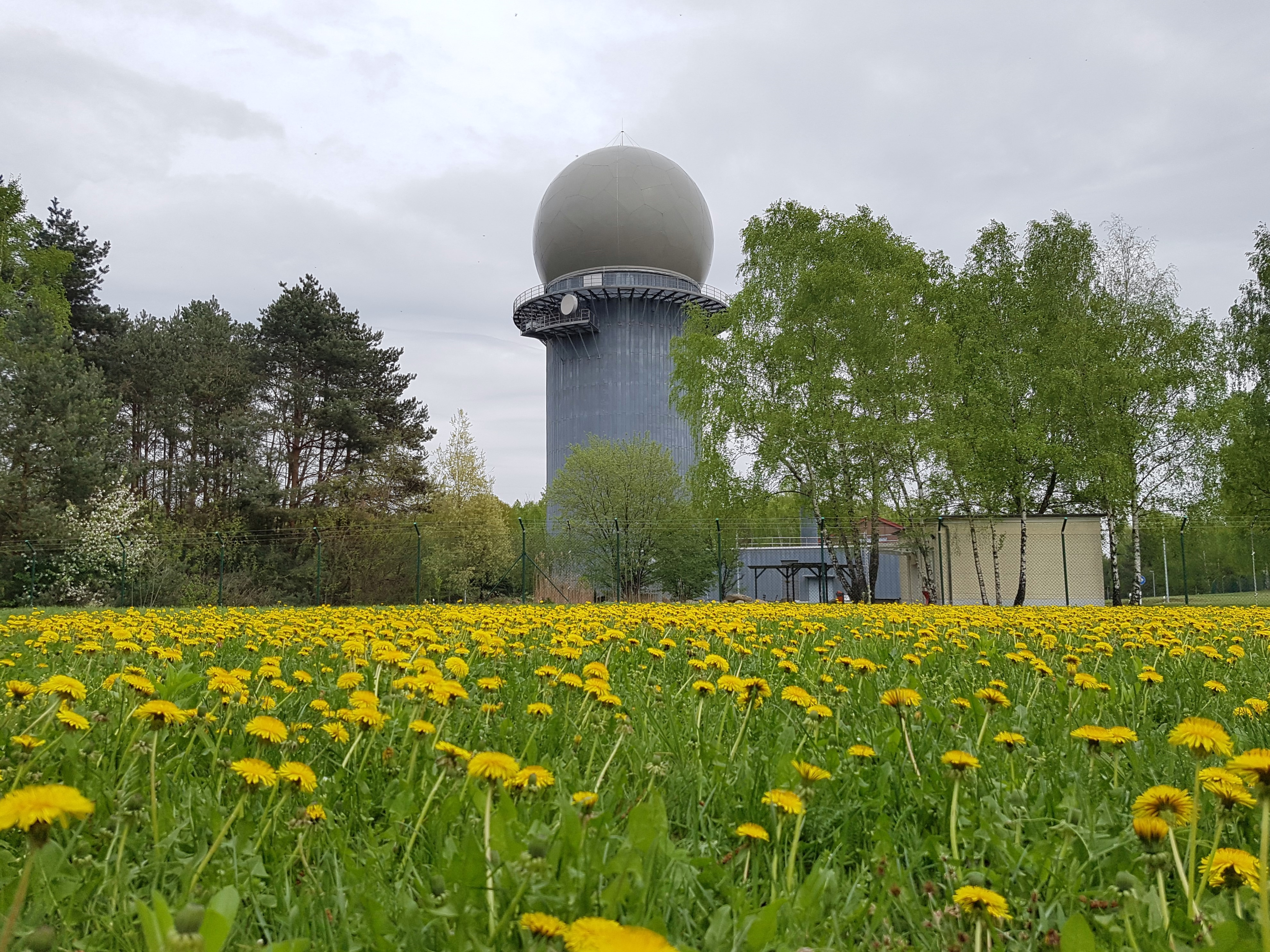
Döbern – AbgTZug 354
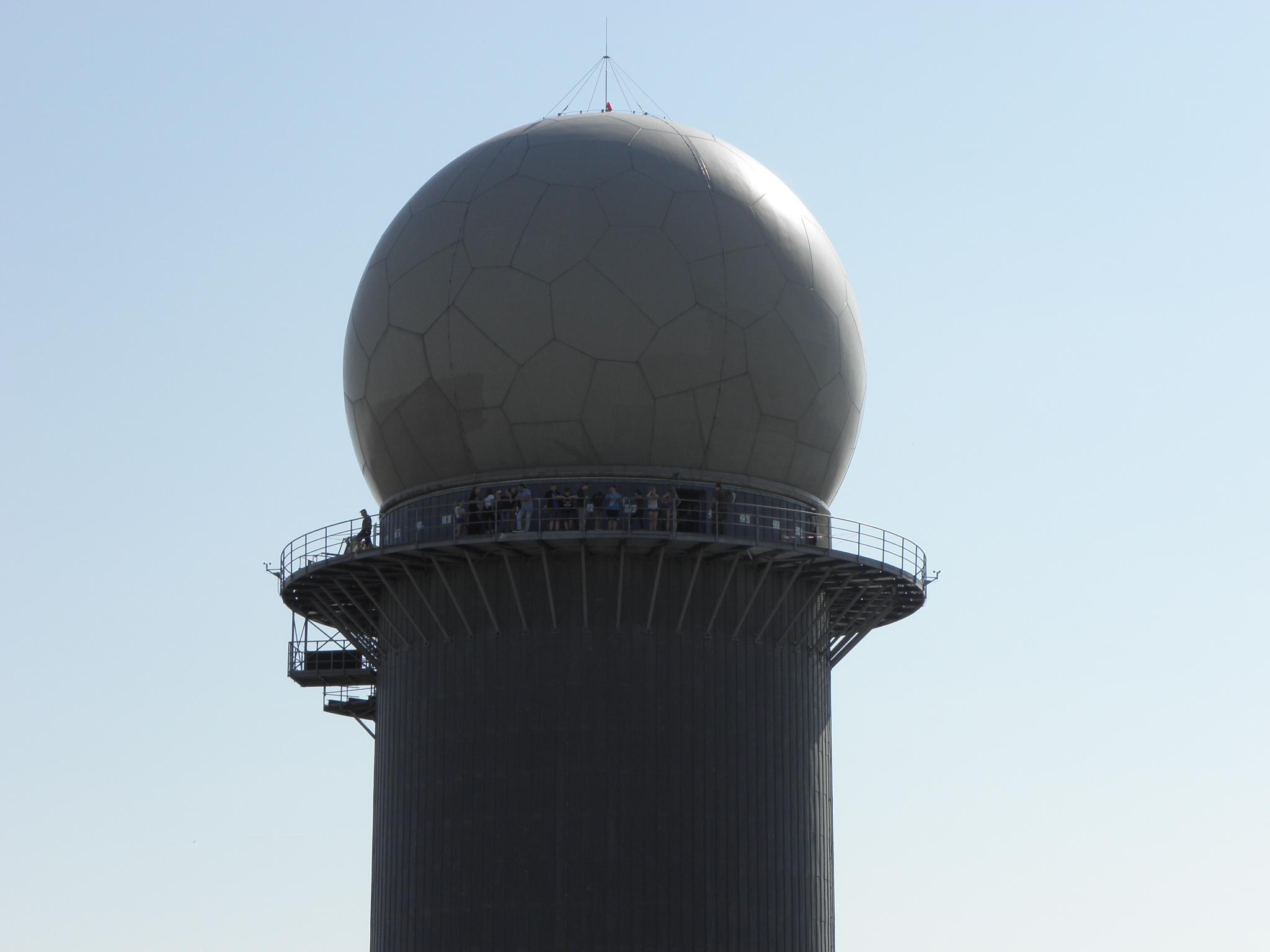
Gleina – AbgTZug 355
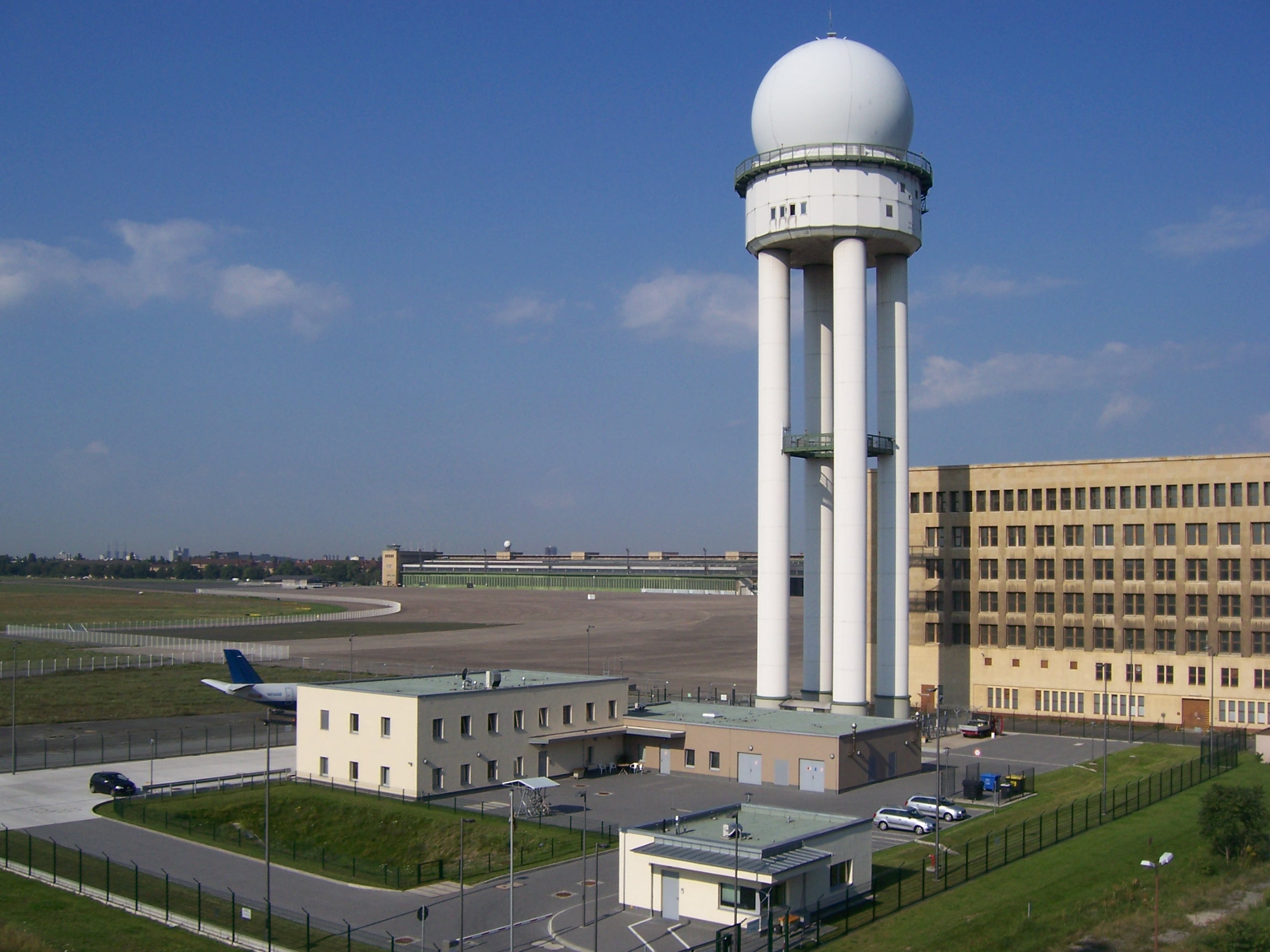
Berlin-Tempelhof – AbgTZg 353
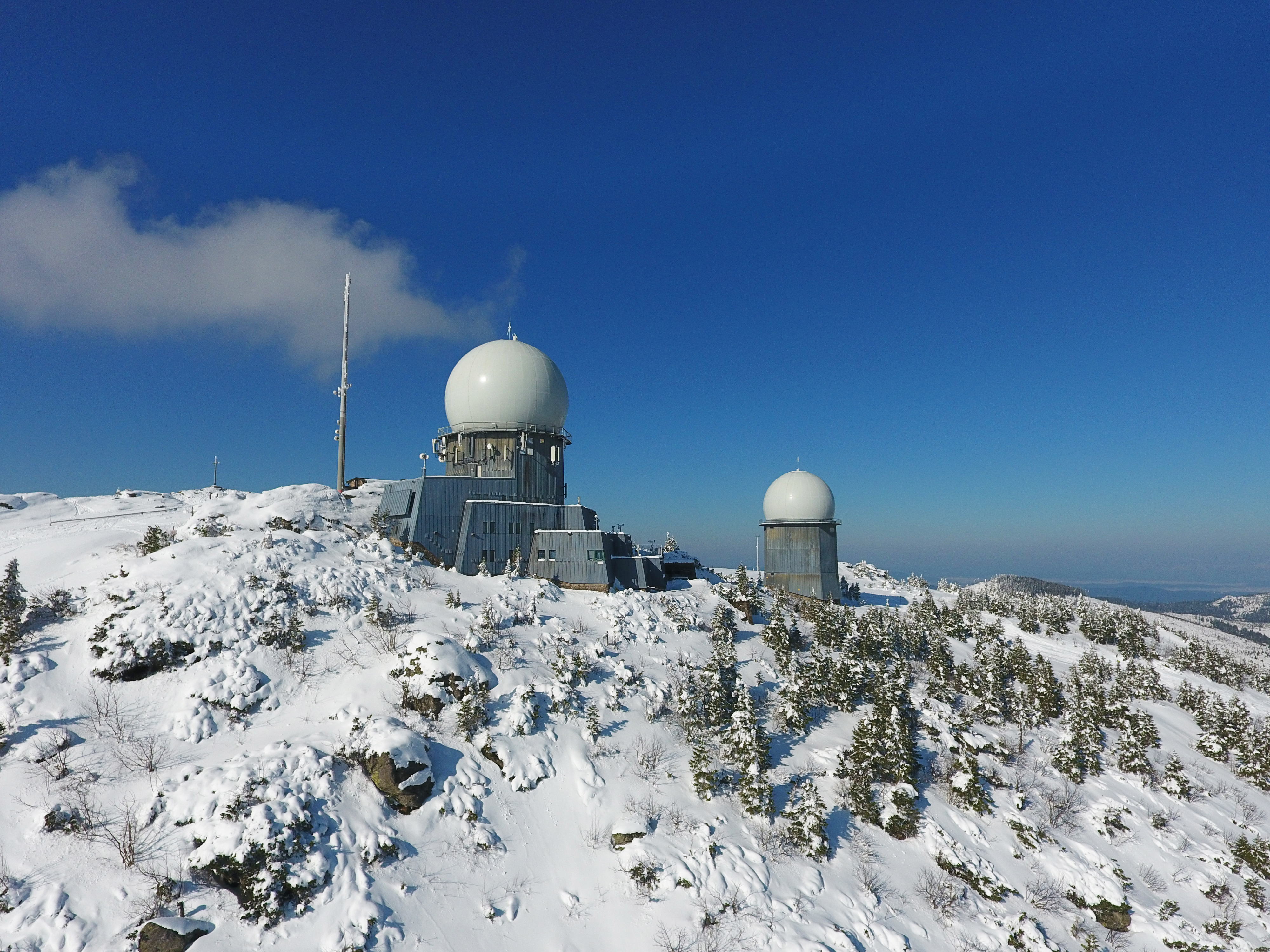
Großer Arber – AbgTZg 358
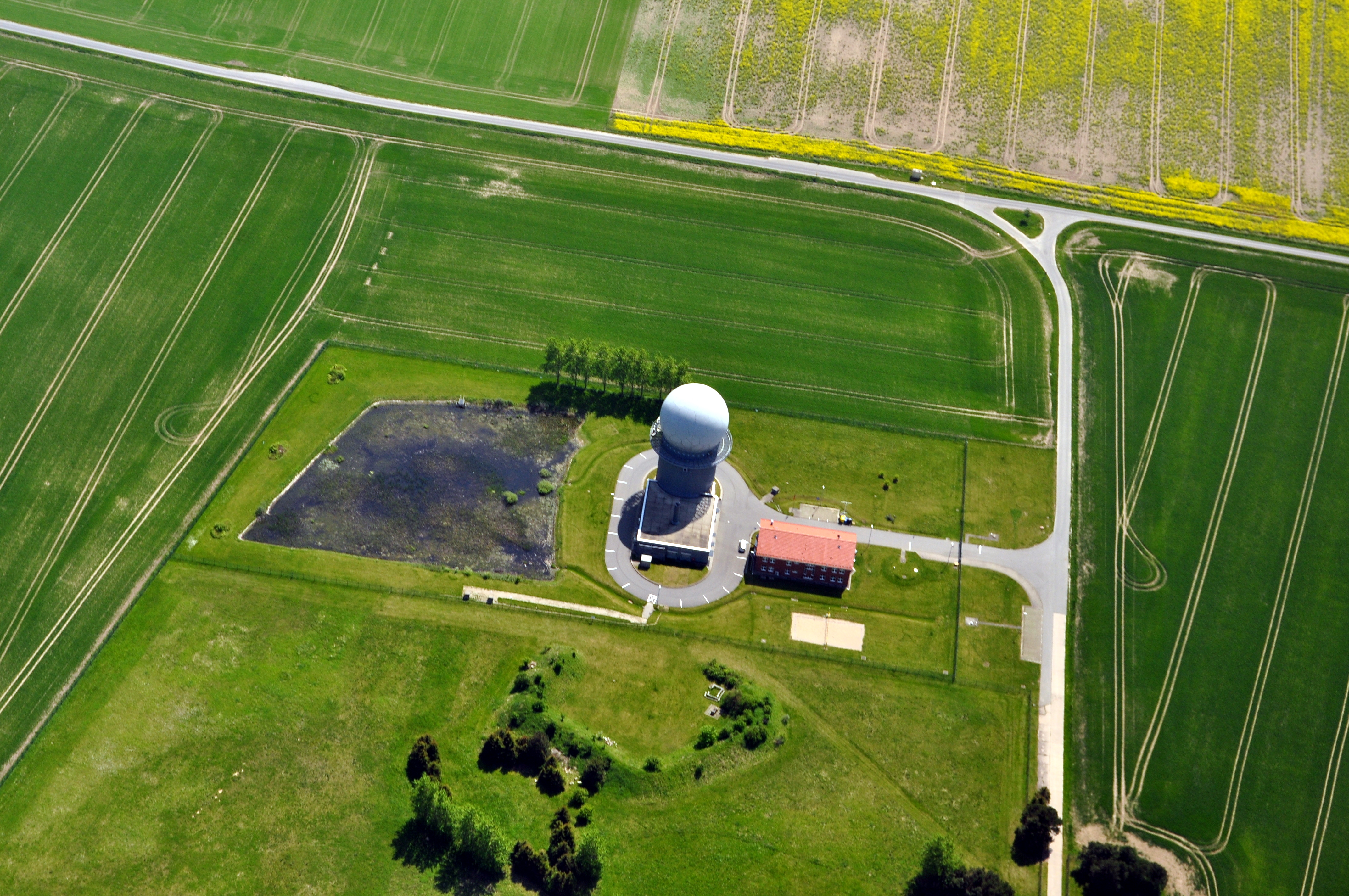
Putgarten – AbgTZug 351
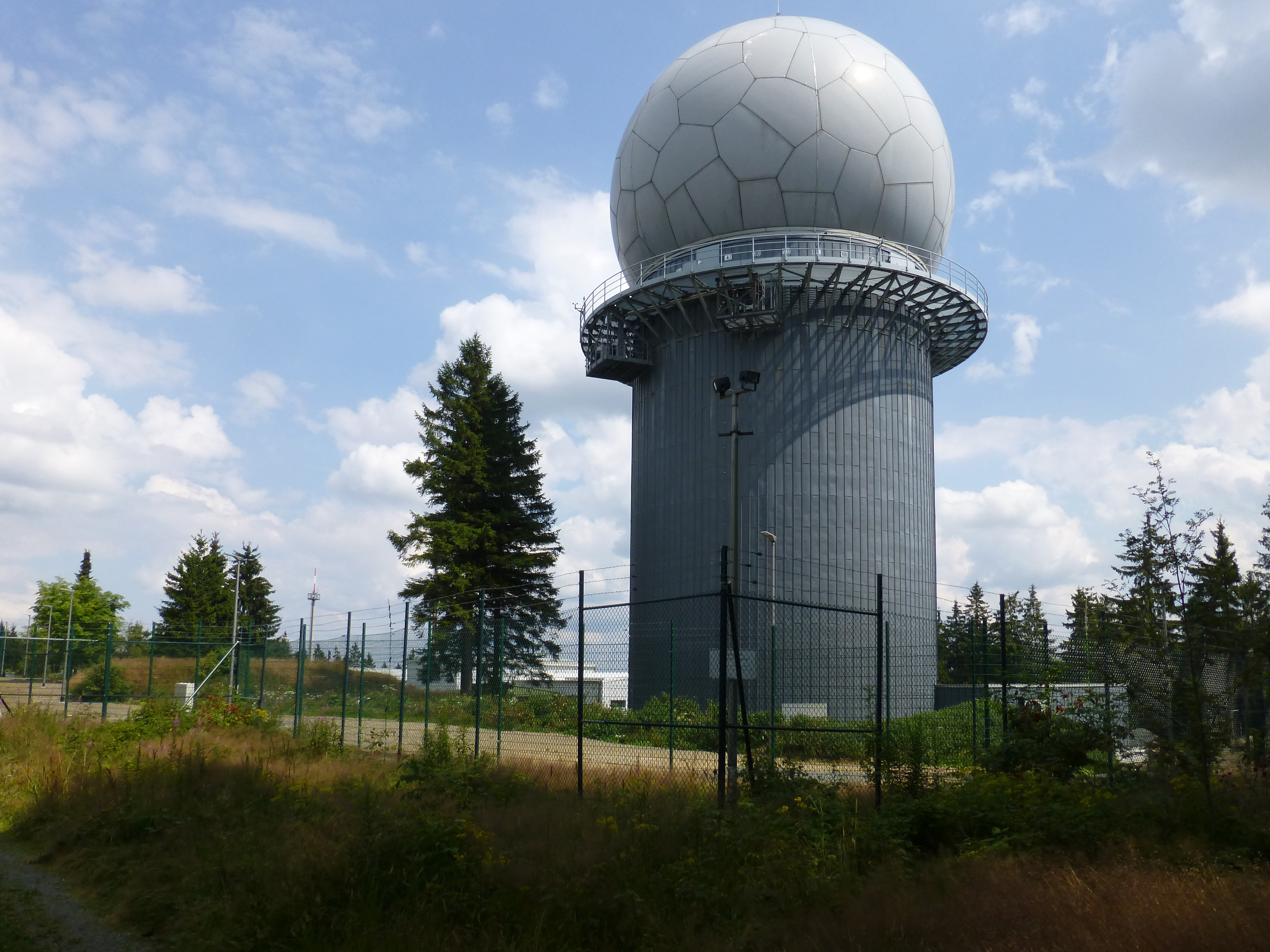
Döbraberg – AbgTZug 357

### Einsatzgruppe verlegefähig
Durch die Aufstellung der Einsatzgruppe verlegefähig (EinsGrp vlfg) im Jahr 2002 kann im Rahmen des erweiterten Aufgabenspektrums der Bundeswehr die Luftraumüberwachung und Führung von Luftstreitkräften auch im verlegten Einsatz wahrgenommen werden. Dazu wurde die EinsGrp vlfg 2006 mit einem verlegefähigen CRC (DCRC) ausgestattet. Das DCRC besteht aus mehreren 20-Fuß ISO-Containern, welche die Arbeitspositionen des Führungs- und Waffeneinsatzsystems GIADS bereitstellen. Mit der ersten Verlegung im Rahmen der Übung SNAP auf den Fliegerhorst Laage im Jahre 2006 erfolgte gleichzeitig die symbolische Übergabe des Systems durch den damaligen Verteidigungsminister Franz Josef Jung. Die erste Auslandsverlegung erfolgte 2008 während der NATO-Übung Joint Project Optic Windmill X auf den ehemaligen niederländischen Fliegerhorst De Peel. Im Jahr 2016 übernahm das DCRC im Rahmen der NATO-Maßnahme Persistent Presence auf dem lettischen Fliegerhorst bei Lielvārde die erste einsatzgleiche Verpflichtung.
Die technische Ausstattung der EinsGrp vlfg wurde 2011 durch zwei verlegefähige Radargeräte des Typs RAT 31DL/m erweitert. Sie bilden seither zusammen mit dem DCRC die verlegefähigen Einsatzmodule Einsatzführungsdienst der Luftwaffe. Die Radargeräte werden je nach Erfordernis gemeinsam mit oder getrennt vom DCRC eingesetzt. Seit 2020 befindet sich ein Radargerät im Rahmen des OIR-Bundeswehreinsatzes Counter Daesh im Irak.

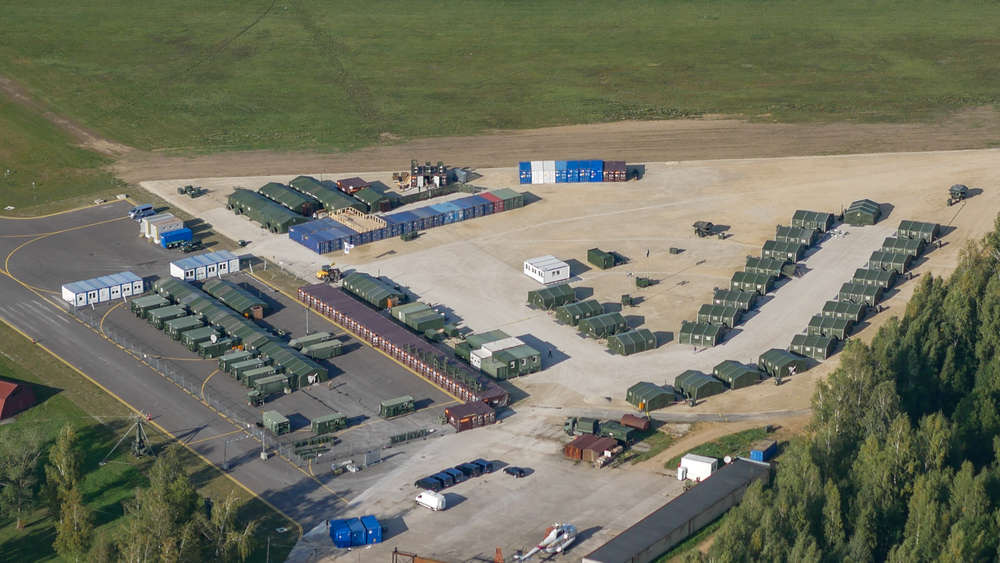
Feldlager in Šiauliai

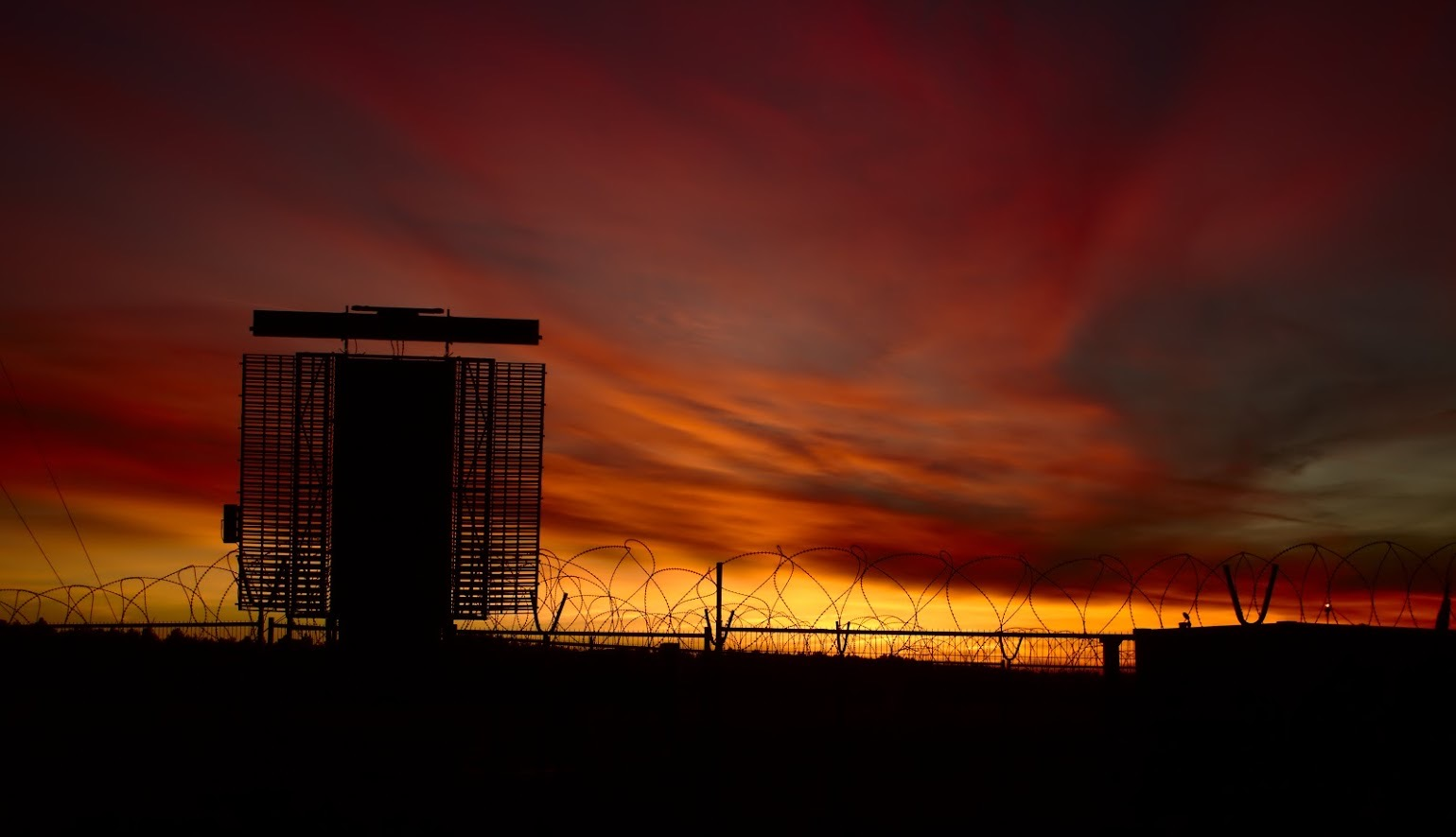
Rat31

#### Fähigkeiten zur vernetzten Operationsführung
Das DCRC ist durch seinen modularen Aufbau so konzipiert, dass die einzelnen Fähigkeiten separat abgerufen und auftragsangepasst eingesetzt werden können. Eine zentrale Rolle spielt hierbei die Fähigkeit zur vernetzten Operationsführung, welche die teilstreitkraftübergreifende Führung von multinationalen Kräften und Mitteln weltweit mittels Datenverbund ermöglicht. Damit die Erfüllung des Auftrages gewährleistet ist, sind dem Stab der Einsatzgruppe die Einsatzführungsstaffel 33 und die Einsatzunterstützungsstaffel 34 unterstellt.

## Organisation

### Kommandeure 1990–2002
| Dienstgrad                   | Name                         | Dienstzeit                   |
| Funktechnisches Bataillon 41 | Funktechnisches Bataillon 41 | Funktechnisches Bataillon 41 |
| ---------------------------- | ---------------------------- | ---------------------------- |
| Oberstleutnant               | Rüdiger Mätschke             | 1990–1991                    |
| Radarführungsabteilung 34    |                              |                              |
| Oberstleutnant               | Günther Gülzow               | 1991–1993                    |
| Radarführungsabteilung 25    |                              |                              |
| Oberstleutnant               | Heinrich Groh                | 1993–1997                    |
| Oberstleutnant               | Thomas Harz                  | 1997–2000                    |
| Oberstleutnant               | Dieter Beck                  | 2000–2002                    |

### Kommandeure seit 2002
| Dienstgrad                                              | Name                                | Dienstzeit                          |
| Kommandeur Einsatzführungsbereich 3                     | Kommandeur Einsatzführungsbereich 3 | Kommandeur Einsatzführungsbereich 3 |
| ------------------------------------------------------- | ----------------------------------- | ----------------------------------- |
| Oberst                                                  | Eckard Wiegand                      | 2002–2006                           |
| Oberst                                                  | Michael Dederichs                   | 2006–2012                           |
| Oberst                                                  | Franz Sauerborn                     | 2012–2016                           |
| Oberst                                                  | Mario Herzer                        | 2016–2018                           |
| Oberst                                                  | Andreas Springer                    | 2018–2022                           |
| Oberst                                                  | Karsten Olf                         | 2022–2025                           |
| Oberst                                                  | André Megow                         | seit 2025                           |
| Leiter Einsatzgruppe stationär + stellvertr. Kommandeur |                                     |                                     |
| Oberstleutnant                                          | H.J. Oestreich                      | 2002–2004                           |
| Oberstleutnant                                          | Kurt Kreklau                        | 2005–2009                           |
| Oberstleutnant                                          | Wiland Oerter                       | 2009–2013                           |
| Oberstleutnant                                          | Carsten Boos                        | 2013–2016                           |
| Oberstleutnant                                          | Mario Czybik                        | 2016–2019                           |
| Oberstleutnant                                          | Jens Dobrindt                       | 2019–2022                           |
| Oberstleutnant                                          | Oliver Stockheim                    | seit 2022                           |
| Leiter Einsatzgruppe verlegefähig                       |                                     |                                     |
| Oberstleutnant                                          | Franz Sauerborn                     | 2003–2006                           |
| Oberstleutnant                                          | J.P. Stern                          | 2006–2009                           |
| Oberstleutnant                                          | Guido Leiwig                        | 2009–2011                           |
| Oberstleutnant                                          | Mario Herzer                        | 2011–2014                           |
| Oberstleutnant                                          | Stefan Lax                          | 2014–2016                           |
| Oberstleutnant                                          | Oliver Eisenberg                    | 2016–2018                           |
| Oberstleutnant                                          | Kai Mirow                           | 2018–2021                           |
| Oberstleutnant                                          | André Megow                         | 2021–2023                           |
| Oberstleutnant                                          | Sebastian Schreiner                 | seit 2023                           |

### Unterstellte Einheiten
| Bezeichnung                     | Standort             |
| ------------------------------- | -------------------- |
| Einsatzführungsstaffel 31       | Schönewalde          |
| Einsatzunterstützungsstaffel 32 | Schönewalde          |
| Sensorzug III                   | Cölpin               |
| Abgesetzter Technischer Zug 351 | Putgarten            |
| Abgesetzter Technischer Zug 352 | Cölpin               |
| Abgesetzter Technischer Zug 353 | Berlin-Tempelhof     |
| Abgesetzter Technischer Zug 356 | Kalkhorst-Elmenhorst |
| Sensorzug IV                    | Regen                |
| Abgesetzter Technischer Zug 354 | Döbern               |
| Abgesetzter Technischer Zug 355 | Gleina               |
| Abgesetzter Technischer Zug 357 | Schwarzenbach a.W.   |
| Abgesetzter Technischer Zug 358 | Bayerisch Eisenstein |
| Einsatzführungsstaffel 33       | Schönewalde          |
| Einsatzunterstützungsstaffel 34 | Schönewalde          |
| Stabszug EinsFüBer 3            | Schönewalde          |

## Geschichte
| Datum              | Ereignis |  |
| ------------------ | --- |  |
| 2. Oktober 1990    | NVA-Standort Schönewalde / Holzdorf JG-1, Funktechnisches Bataillon 41, Funktechnische Kompanie 411 und gemeinsamer verbunkerter Gefechtsstand  |  |
|                    | |  |
| 3. Oktober 1990    | Übernahme dieser Liegenschaften und Verbände durch die 5. Luftwaffendivision und Auflösung JG-1                                                 |  |
| 31. März 1991      | Auflösung Funktechnisches Bataillon 41 und Indienststellung als Radarführungsabteilung 34.                                                      |  |
| September 1994     | Auflösung Radarführungsabteilung 34 und Indienststellung als Radarführungsabteilung 25.                                                         |  |
| Januar 1995        | ‘‘NATO-Assignment’’ für die Radarführungsabteilung 25.                                                                                          |  |
| März 1997          | Umfangreiche An- und Umbaumaßnahmen am Standort, Obsoleszenzersatz der FüWES Lw sowie Revision der Gebäudeleit-. Elektro- und Fernmeldetechnik. |  |
| April – Juni 2000  | Ersatz ARKONA (FüWES) durch GIADS |  |
| ab 1. Oktober 2002 | Im Rahmen der „Luftwaffenstruktur 5“ wird der Einsatzführungsbereich 3 am Standort Schönewalde / Holzdorf aufgestellt.                          |  |
| 2006               | Obsoleszenzersatz des veralteten ADMAR durch CIMACT                                                                                             |  |
| 19. August 2006    | Übergabe des verlegefähigen Gefechtsstandes an die Truppe                                                                                       |  |
| September 2008     | Verleihung des Fahnenbandes des Landes Brandenburg                                                                                              |  |
| 2009               | Das DCRC erhält erstmals die NRF-Zertifizierung                                                                                                 |  |
| 2010               | Einrüstung RMCDE und Anschluss an das MilRADNET der Luftwaffe                                                                                   |  |
| 2011               | Übergabe der beiden verlegefähigen Radargeräte RAT 31DL/M                                                                                       |  |
| Juli 2016          | Das DCRC übernimmt erstmals eine einsatzgleiche Verpflichtung im Baltikum                                                                       |  |
| 24. Juli 2020      | Die Einsatzgruppe verlegefähig stellt ein Radargerät im Rahmen OIR zur Verfügung                                                                |  |

Mit dem Baubeginn des Luftverteidigungsgefechtstandes der NVA in Schönewalde am 3. Oktober 1978 beginnt auch die Geschichte der Luftraumüberwachung und Jägerleitung am Standort. Seit dem 22. Oktober 1983 kontrollierte das Funktechnische Bataillon 41 und das Nachrichten- und Flugsicherungsbataillon 1 auch in Schönewalde den Luftraum und den Flugbetrieb der DDR.
Mit der deutschen Wiedervereinigung am 3. Oktober 1990 erfolgt auch die Übernahme des Bataillons 41 in die Bundeswehr. Unter nationaler Verantwortung überwachte dieses Bataillon weiterhin den zugewiesenen Luftraum, vorerst mit der vorhandenen sowjetischen Technik. Unter Beibehaltung des Auftrages wurde das Funktechnische Bataillon 41 zum 31. März 1991 aufgelöst und als Radarführungsabteilung 34 zum 1. April 1991 neu aufgestellt. Am 30. September 1994 wurde die Radarführungsabteilung 34 in Radarführungsabteilung 25 umbenannt.
Nach dem Abzug der russischen Truppen bis zum 31. August 1994 und in Umsetzung der Vereinbarungen des Zwei-plus-Vier-Vertrags nahm das CRC Schönewalde ab dem 1. Januar 1995 seine Arbeit im Verbund der integrierten NATO-Luftverteidigung auf. Mit der NATO-Unterstellung ging die Verantwortung für die Luftverteidigung in den neuen Ländern vom Inspekteur der Luftwaffe an den NATO-Befehlshaber Europa-Mitte über. Zwischen 1995 und 2000 folgten mehrfach technische Modernisierungen und Anpassungen an die Erfordernisse des Einsatzbetriebes. Neben der Einführung moderner Radarsysteme sowie einer hochwertigen Funkausstattung wurde im Zeitraum von 1997 bis 2000 der ehemalige NVA-Bunker in Schönewalde entkernt, erweitert und zu einem der modernsten Luftwaffenführungsgefechtsstände Europas ausgebaut. Im Zuge der konsequenten Ausrichtung der Bundeswehr auf die Einsätze im Ausland wurde die Radarführungsabteilung 25 aufgelöst und der heutige Einsatzführungsbereich 3 mit den Einsatzgruppen stationär und verlegefähig am 1. Oktober 2002 neu aufgestellt.